# Dauren Kuruglijev
Dauren Chalidovič Kuruglijev (* 12. července 1992) je ruský zápasník–volnostylař lezginské národnosti.

## Sportovní kariéra
Je rodákem z dagestánské horské obce Cnal v Chivském okrese avšak jako větsina dagestánských horalů žil převážnou část roku na kutaně poblíž Derbentu. Zápasení se věnuje od útlého dětství po vzoru svého otce a strýců. Jeho strýc Magomed je trojnásobným olympijským účastníkem s reprezentací Kazachstánu. Jméno Dauren dostal po osobním trenérovi svého strýce Daurenu Atamkulovovi. Sportovnímu zápasu se věnoval od 10 let v Derbentu pod vedením Ramise Abdulkadyrova. Připravuje se v Machačkale pod vedením Rašida Zirarova. V rámci soutěží Ruské federace zastupuje vedle Moskvy i ruskou autonomní republiku Čuvašsko, kde studoval na univerzitě. V ruské mužské reprezentaci se prosazuje od roku 2017 ve váze do 86 kg.

## Výsledky
| Turnaj             | 2017 | 2018 | 2019 |
| Turnaj             | 25   | 26   | 27   |
| Turnaj             | -86  | -86  | -86  |
| ------------------ | ---- | ---- | ---- |
| Olympijské hry     |      |      |      |
| Mistrovství světa  | —    | 5.   | —    |
| Evropské hry       |      |      | 1.   |
| Mistrovství Evropy | 1.   | —    | —    |